# Синайские и раифские преподобные
Преподо́бные отцы́, в Сина́е и Раи́фе избие́нные — почитаемые в Православной церкви египетские подвижники, жившие в окрестностях горы Синай в монастыре Святой Екатерины и расположенной рядом Раифской пустыни на берегу Красного моря. Память синайским и раифским преподобным совершается 14 (27) января.

Варвары, подобно бешеным псам ворвавшись и крича что-то непонятное, собирая все, что было заготовлено для пропитания в зиму, и нас самих заставив носить это, выводят из церкви. И тех, которые старее годами, совлекши с них платье, нагих ставят в ряд для убиения, потом, окружив их с яростию и искоса бросая на них огненные взгляды, извлекают мечи.
Сперва приказывают протянуть шею иерею святого места, и стоявшие около него, которых было двое, наносят ему мечами удары, не оба вдруг, но один за другим, с той и с другой стороны, поразив в затылок. Иерей не произнес жалобы на боль, не показал смущения в лице, не обнаружил и следа страдания, но только положил на себе крестное знамение и тихо произнес устами: «Благословен Господь!» Первый удар, от затылка прошедши чрез ухо, достиг до челюсти, а второй от плеча простерся до груди. И таким образом блаженный, тихо восколебавшись, пал в благопристойном виде, умерщвляемый и обнаженный, не показав в себе ничего неприличного: какая-то приятность процветала в его теле и прикрывала неблагообразие наготы.
— Сказания об избиении монахов на горе Синайской и о пленении Феодула, сына Нилова

#### Избиенные в Раифе (Православный палестинский сборник 11-й выпуск, Том 4 выпуск 2-й 1886 г):[2]
сказаніе Аммонія, монаха РаиөскагоРаиѳа, по общепринятому мнѣнію, есть нынѣшній ел-Торъ, Синайская гавань на берегу Краснаго моря: см. Порфирія, Второе путешествіе на Синай, стр. 137 и др. Антонина, Записки Синайскаго богомольца: Труды Кіевской Духовной Акад. 1871, III, 924 и сл. Кондакова, Путешествіе на Синай, стр. 21. 
Память Святыхъ отцевъ, въ Раиөѣ избіенныхъ, празднуется 14-го Января. 
Сказанія, находящіяся подъ этимъ числомъ въ синаксаряхъ и новѣйшихъ мѣсяцесловахъ, не отличаются ясностію и точностію и требують ближайшаго разсмотрѣнія. Уже въ Минологіѣ Василія обнаруживается нѣкоторая путаница. Здѣсь говорится съ начала о святыхъ отшельникахъ на Синаѣ, пострадавшихъ въ то время, когда тамъ подвизался преподобный Нилъ, пришедшій изъ Константинополя; языческое племя, совершившее разбойническій набѣгъ, названо Влемміями, и при этомъ замѣчено, что они живутъ отъ Аравіи до Египта по берегу моря: такъ какъ подобное обозначеніе можетъ относиться только къ восточному берегу Чермнаго или Краснаго моря, то выступаетъ на видъ явное противорѣчіе съ общеизвѣстнымъ мѣстожительствомъ Влемміевъ на западной сторонѣ этого моря. Влемміи, о которыхъ упоминаютъ Плиній, Вопискъ, Клавдіанъ, помѣщающій ихъ между Мероею и Сіеной, а также панегиристъ Максиміана и Амміанъ Марцеллинъ, были южными сосѣдями Египтянъ, обитали въ Еөіопіи по Верхнему Нилу; потомки этого народа, не принадлежавшаго къ негритянскому племени, узнаются въ нынѣшнихъ Беджа или Биджари (Kiepert, Lehrbuch der alten Geographie, pag. 205). 
Затѣмъ, во второй непосредственно слѣдующей подъ тѣмъ же числомъ статьѣ, въ Минологіѣ сообщается о святыхъ отцахъ, пострадавшихъ на Синайской горѣ отъ Сарацинъ во время Діоклетіана, при Петрѣ архіепископѣ Александрійскомъ и, наконецъ, на третьемъ мѣстѣ и въ послѣдней статьѣ рѣчь идеть о тридцати трехъ отцахъ, избіенныхъ въ Раиөѣ опять Влемміями; прямаго опредѣленія времени, когда это случилось, не сдѣлано... 
Помимо Минологія, относящагося къ началу ХІ-го вѣка, мы имѣемъ два подлинныхъ сказанія, составленныхъ очевидцами, о двухъ нашествіяхъ варваровъ на Синайскія обители, изъ которыхъ первое сопровождалось одновременнымъ разореніемъ и недалекой отъ Синая Раиөы. По этимъ сказаніямъ, послужившихъ источникомъ для синаксаря въ Василіевомъ Минологіѣ (такъ что онъ является краткимъ, но мѣстами буквальнымъ изъ нихъ извлеченіемъ), можно возстановить болѣе точную хронологію событій, а также исправить другіе источники. 
Мы имѣемъ, во первыхъ, сказаніе Аммонія, монаха Раиөскаго, переведенное на греческій какимъ-то Іоанномъ, изданное въ 1660 году Комбефизомъ, —о святыхъ отцахъ на Синаѣ и въ Раиөѣ, избіенныхъ варварами: Illustrium Christi martyrum lecti triumphi ed. Fr. Combefis, Parisiis 1660. Сказаніе занимаетъ стр. 88-132, и носитъ слѣдующее заглавіе: Αμμωνίου μοναχοῦ λόγος περὶ τῶν ἀναιρεθέντων ὑπὸ βαρβάρων ἐν τῷ Σινᾷ ὄρει καὶ ἐν τῇ Ραϊθοῦ ἁγίων πατέρων. Началο: ἐγένετο μοι ποτέ καθεζομένῳ. Данныя для хронологіи находятся въ самомъ началѣ повѣствованія. Аммоній оставляетъ свою монашескую келью въ Канопѣ близь Александріи, и удаляется отсюда, съ одной стороны, не будучи въ силахъ переносить зрѣлище тяжкихъ притѣсненій и ежедневныхъ опасностей, которымъ подвергались вѣрные, и даже самъ святѣйшій ихъ епископъ Петръ, вынужденный скрываться и бѣгать съ мѣста на мѣсто, а съ другой - желая посѣтить святыя мѣста, поклониться Гробу Господа и пречистому Его воскресенію, а также прочимъ святымъ мѣстамъ. 
Тиллемонъ (Mémoires pour servir à церковная история, Париж, 1706 VII, 574) в главе, посвященной Павлу, Исаіи, Саввѣ и другимъ участникам каравана, убитым варварами в пустыне Синая и Раифы, полагаетъ, безъ сомнѣнія, совершенно основательно, что здѣсь разумѣется Петръ, вступившій на патриаршей престолъ после св. Аөанасия въ 373-мъ году, а подъ гоненіемъ разумѣется то, которое было воздвигнуто противъ правоверных приверженцем арианской ереси, императоромъ Валентомъ. О гоненіи 373-го года можно читать подробный разсказъ въ церковной исторіи Ѳеодорита, составленный на основаніи письма епископа Петра; евреи и язычники соединились съ арианами и добились изгнания названного патриарха, законного преемника Аөанасия (Theodoret. histor. ecclesiast 1. 4, 21. Большой патруль. Греческий 82, 1182).
Правда, что былъ и другой патріархъ Александрійский, которого звали Петром: об этом Петре, замученномъ при Діоклетіанѣ, была у насъ рѣчь выше (стр. 147, 149). Но уже то обстоятельство, что въ сказаніи Аммонія пилигримство по святымъ мѣстамъ въ Іерусалимѣ и даже на Синай представляется дѣломъ обычнымъ, въ которомъ участвують цѣлыя толпы поклонниковъ, не допускаетъ предположенія, чтобы въ данномъ случаѣ разумѣлось время Діоклетіана; съ другой стороны во время Діоклетіана немыслимо такое развитіе монашеской отшельнической жизни, какое предполагается въ нашемъ источникѣ, такъ что составитель статьи въ Минологии Василия, поставившего рядом с именем Петра имя Диоклетиана - очевидно, учитывая, сделал явный промахъ и подлежить упреку въ недоразумѣніи.
Изъ Іерусалима Аммоній рѣшился совершить путешествіе на Синай, и вмѣстѣ съ другими пилигримами черезъ восемнадцать дней прибылъ ко святой горѣ, гдѣ оставался нѣсколько дней, посѣщалъ келіи отшельников-монахов, наблюдал их подвижнический образ жизни. Здѣсь ему и пришлось быть свидѣтелемъ внезапнаго нападенія Сарацинь, которые обыкновенно жили въ мирѣ съ монахами, но теперь воспользовались смертію главы ихъ племени и предались буйному своеволію.
Сарацины избили всѣхъ, кого нашли въ окрестныхъ жилищахъ; тѣ изъ разсѣянныхъ по отдѣльнымъ келіямъ монаховъ, которые были поближе къ укрѣпленной, тамъ находившейся башнѣ, вмѣстѣ съ настоятелемъ (προεστῶτι), по имени Дула (Δουλᾶ), искали спасения в этом убѣжищѣ. Сарацины умертвили всѣхъ, кого захватили въ Геөравви, в Ховаре и Кодаре и в других местах, по близости св. горы; затѣмъ они направились къ укрѣпленію, гдѣ вмѣстѣ съ другими скрывался Аммоній; но пламя, чудеснымъ образомъ появившееся на верху горы Синая, испугало варваровъ, заставило ихъ обратиться вспять, даже оставивъ позади своихъ верблюдовъ. Возблагодаривъ Бога за спасеніе отъ неминуемой гибели и спустившись изъ башни, монахи подобрали убитыхъ, которыхъ оказалось 38 человѣкъ, изъ нихъ 12 найдены въ монастырѣ Геөравви, а остальные въ другихъ мѣстахъ; сверхъ того двое отшельниковъ, Исаія и Савва, оказались хотя и живыми, но сильно израненными; они умерли одинъ за другимъ на четвертый день послѣ мученической кончины другихъ святыхъ, которая пришлась на второе число мѣсяца Тиви  (pag. 35 ἡμέρᾳ τετάρτη μετὰ τελείωσιν τῶν ἁγίων ἥτις γέγονεν μηνὶ Τυβί β).
Тотчасъ послѣ погребенія избіенныхъ около Синая, когда еще не высохли слезы на глазахъ нашихъ, пишетъ Аммоній, пришелъ къ намъ одинъ Измаелить и возвѣстилъ, что подвижники внутренней пустыни, называемой Раиөу (Ραϊθοῦ), тоже подверглись нападенію и были всѣ истреблены Маврами (pag. 96: ἀπέθανον ὑπὸ τῶν Μαύρων). Μѣсто это находилось отъ насъ въ разстояніи двухъ дней пути, — замѣчаетъ авторъ, и расположено въ прибрежныхъ мѣстахъ Чермнаго моря, гдѣ существуеть 12 источниковъ и 70 финиковыхъ деревъ по писанію. За тѣмъ еще чрезъ нѣсколько дней на святую гору явился одинъ изъ подвижниковъ Раиөскихъ - оказалось, что не всѣ были истреблены; онъ изъявлялъ желаніе остаться на Синаѣ навсегда, такъ какъ его пустыня была совершенно разорена варварами: здѣсь они прямо названы Влемміями вмѣсто общаго обозначенія, употребленнаго выше, Мавры (pag. 96: βουλόμενος αὐτόθι μεῖναι, ὡς δῆθεν ἀφανισθείσης τῆς κατ᾿ αὐτὸν ἐρήμου ὑπὸ Βλεμμύων). По желанію Дулы и остальной братіи, пришлецъ подробно разсказалъ о судьбѣ, постигшей Раиөскихъ отцевъ. Съ этимъ разсказомъ, дошедшимъ до насъ въ передачѣ Аммонія, почти вполнѣ согласно краткое сообщеніе Василіева Минологія, стоящее на третьемъ мѣстѣ. Разсказъ начинается описаніемъ мѣстности и образа жизни подвижниковъ съ наименованіемъ нѣкоторыхъ, наиболѣе славныхъ между ними. Опять рѣчь идеть не о монастырѣ въ смыслѣ общежительнаго установленія, а объ отдѣльныхъ келліяхъ, разсѣянныхъ на пространствѣ 12 миль въ ширину, въ пещерахъ и горахъ, которыя тянулись надъ моремъ (pag. 97); только въ Воскресный день отшельники собирались для общей молитвы. Благодаря вниманію ихъ сосѣдства и, особенно чудесной силѣ врачеванія отъ злыхъ духовъ одного монаха, по имени Моисея, обращены были въ христианство современные Измаелиты, жившие около Фарана. Моисеемъ былъ между прочимъ изцѣленъ Обедiанъ (Οβεδιανός), приведенный къ нему изъ сосѣдняго Фарана, первый человѣкъ въ своемъ племени.
Названы также ученикъ Моисея, Псой (Ψόης), затѣмъ Іосифъ съ ученикомъ Геласіемъ, который разъ подсмотрѣлъ своего учителя во время молитвы и увидѣлъ его окруженнымъ огненнымъ пламенемъ. Все число подвижниковъ простиралось до сорока трехъ (pag. 107).
Нашествіе Влемміевъ, жившихъ, какъ мы знаемъ, на противоположномъ берегѣ Краснаго моря, было предвозвѣщено двумя пришельцами, приплывшими изъ Эөіопии на купеческийъ судахъ (ἐπάνω ξενικῶν ξύλων); они едва успѣли бѣжать отъ Влемміевъ, такъ какъ эти варвары захватили одинъ корабль, стоявшій на томъ (Африканскомъ) берегу, и заставляли ихъ вмѣстѣ съ прочими вести себя въ Клизму (предполагаемый Суець).
Вслѣдствіе поднятой тревоги и ожидаемаго прибытія Влемміевъ, міряне, находившіеся въ Фаранѣ, вооружились и приготовились къ сопротивленію, такъ какъ они имѣли при себѣ женъ и дѣтей, стада верблюдовъ: численность взрослаго мужскаго населенія простиралась до 200 человѣкъ; монахи же бѣжали въ церковь, которая была ограждена стѣною изъ кирпичей въ двѣ сажени высотою (pag. 108: εἰς τὸ κυριακὸν ἡμῶν ὅπερ ἦν περιτειχισμένον ἀπὸ πλίνθων ἕως δύο ἀνδρομήκων). Варвары высадились въ гавани, и провели ночь вблизи горы, связавши гребцовъ изъ среды туземцевъ, которые послужили имъ.
Утромъ произошло сраженіе между Маврами и Фаранитами; оно кончилось не въ пользу послѣднихъ, такъ какъ варвары превосходили числомъ; сто сорокъ семь человѣкъ изъ среды Фаранитовъ были убиты, остальные бѣжали.
Послѣ этаго Влемміи бросились на такъ называемый замокъ, думая найдти въ немъ скрытыя сокровища. Приставивъ длинныя бревна, варвары взобрались на стѣну, отворили ворота и проникли внутрь; прежде всего они схватили монаха Iеремію, требуя чтобы онъ указалъ настоятеля; не убоявшись обнаженныхъ мечей и свирѣпыхъ криковъ, Iеремія отказался исполнить требованіе, и первымъ получилъ мученическій вѣнецъ; затѣмъ былъ убит настоятель Павель, самъ вышедшій къ разбойникамъ и заявившій имъ о своемъ званіи.
Послѣ пытки, продолжавшейся цѣлый часъ, мучители не получили никакого отвѣта на вопросъ, гдѣ скрыты деньги, и въ ярости раздробили ему черепъ сѣкирою на двое. Потомъ они ворвались въ церковь съ обнаженными мечами, и убивали каждаго встрѣчнаго. Самъ разcказчикъ успѣлъ скрыться тотчасъ послѣ убіенія настоятеля въ сосѣдней рощѣ изъ пальмъ и ваій; отсюда онъ имѣлъ возможность наблюдать дальнѣйшія событія. Противъ ожиданія ничего не нашедши въ церкви, варвары воротились къ источникамъ, желая моремъ переѣхать въ Клизму; но они нашли свой корабль разбитымъ, потому что оставленный подъ наблюденіемъ только одного ихъ товарища туземный матросъ успѣлъ высвободиться, обрѣзалъ канатъ и нарочно навелъ судно на мель.
Въ досадѣ варвары убили захваченныхъ въ плѣнъ женъ и дѣтей Фаранитовъ; затѣмъ подожгли финиковую рощу, такъ что всѣ деревья были уничтожены огнемъ. Между тѣмъ отъ Фарана пришла толпа Измаелитовъ въ количествѣ 600 человѣкъ, вооруженныхъ луками; въ произшедшемъ сраженіи всѣ варвары, отчаянно сопротивлявшіеся, были перебиты; изъ среды Измаелитовъ пало 80 человѣкъ (pag. 125).
Скрывавшійся до сихъ поръ повѣствователь вышелъ изъ своей засады и нашелъ на мѣстѣ около церкви 39 убитыхъ монаховъ, кромѣ его самаго еще трое оставались въ живыхъ. Пришедшіе съ мѣста битвы побѣдители вмѣстѣ съ монахомъ и своимъ старѣйшиною Обедіаномъ занялись погребеніемъ труповъ. Къ вечеру послѣ совершенія обряда умеръ отъ ранъ одинъ изъ оставшихся въ живыхъ, по имени Домнъ. По сообщенію пришлеца, котораго слушалъ Аммоній, оказалось, что и Раиөскіе монахи пострадали въ тотъ же самый день, какъ и Синайскіе т. е. 2-го Тиви, что соотвѣтствуеть первымъ числамъ Декабря.
Повѣсть о тѣхъ и другихъ была записана Аммоніемъ послѣ возвращенія въ Канопь и переведена съ Египетскаго на Греческій языкъ пре- свитеромъ Іоанномъ, который нашелъ ее у одного отшельника вблизи Навкратиса (pag. 131). Таковъ разсказъ Аммонія о Синайскихъ и Раиөскихъ мученикахъ; на основаніи этого единственнаго первоначальнаго источника слѣдуетъ сдѣлать еще вторую поправку въ Минологіѣ Василія на сей разъ касающуюся прямо Раиөскихъ отцевъ: число убитыхъ въ Раиөѣ было сорокъ человѣкъ или же, не считая умершаго отъ ранъ Домна, 39, а не 33, какъ ошибочно показано въ синаксарѣ подъ 14 Января.

Имена всех преподобных неизвестны, в их церковной службе упомянуты только Исаия, Савва, Моисей, ученик его Моисей, Иеремия, Павел (игумен), Адам, Сергий, Домн, Прокл, Ипатий, Исаак, Макарий, Марк, Вениамин, Евсевий и Илия.
По источникам XIX века, мощи синайских и раифских преподобных были использованы для написания Влахернской иконы Божией Матери. В память этих святых был освящён соборный храм Раифского монастыря под Казанью (а сам монастырь получил своё название).